# (2470) Agematsu
(2470) Agematsu est un astéroïde de la ceinture principale.

## Description
(2470) Agematsu est un astéroïde de la ceinture principale. Il fut découvert le 22 octobre 1976 à Kiso par Hiroki Kosai et Kiichiro Hurukawa. Il présente une orbite caractérisée par un demi-grand axe de 2,89 UA, une excentricité de 0,01 et une inclinaison de 3,1° par rapport à l'écliptique.

## Compléments